# Tinténiac
Tinténiac település Franciaországban, Ille-et-Vilaine megyében. Lakosainak száma 3877 fő (2022. január 1.). Tinténiac Québriac, La Baussaine, Dingé, Hédé-Bazouges, Les Iffs, Saint-Brieuc-des-Iffs, Saint-Domineuc, Trimer és Saint-Symphorien községekkel határos.

## Népesség
A település népessége az elmúlt években az alábbi módon változott:
| Lakosok száma | 1938 | 2173 | 2163 | 3079 | 3372 | 3470 | 3635 | 3739 | 3774 | 3877 |
|               | 1968 | 1982 | 1990 | 2006 | 2013 | 2015 | 2017 | 2019 | 2020 | 2022 |